# Maria Beatrice di Savoia (duchessa di Modena e Reggio)
Maria Beatrice di Savoia (Maria Beatrice Vittoria Giuseppina) (Torino, 6 dicembre 1792 - Castello del Catajo, 15 settembre 1840) era la figlia maggiore di Vittorio Emanuele I di Sardegna, divenuta Duchessa di Modena e Reggio dal 1814 al 1840.

## Biografia

### Giovinezza
Maria Beatrice nacque a Torino il 6 dicembre 1792, primogenita di Vittorio Emanuele I di Savoia, allora duca d'Aosta, e della consorte, Maria Teresa d'Austria-Este; apparteneva a Casa Savoia ma discendeva anche dalle dinastie d'Este, Asburgo-Lorena, Borbone e Farnese. Aveva tre sorelle, Maria Teresa, Maria Anna e Maria Cristina. Al momento della nascita ricevette i titoli di Principessa di Sardegna e di Principessa di Savoia. 
Con l'invasione francese, operata da Bonaparte, del Regno, la famiglia reale, tra cui Maria Beatrice, fuggì in Sardegna dove, a Cagliari, si stabilì nel Palazzo Reale del capoluogo sardo . Al tempo sul trono sabaudo si sedeva lo zio Carlo Emanuele IV che però abdicò, in esilio, nel 1802 così che a diventare Re fu il fratello, Vittorio Emanuele, padre di Maria Beatrice  ..

### Matrimonio
Il 20 giugno 1812 Maria Beatrice sposò nella Cattedrale di Cagliari, l'Arciduca Francesco d'Austria, nonché suo zio materno. L'arciduca era infatti fratello della regina Maria Teresa di Sardegna e pretendente al trono del Ducato di Modena e Reggio in quanto primogenito di Maria Beatrice d'Este. Una dispensa speciale per il matrimonio fu ricevuta dalla Santa Sede .. La coppia ebbe quattro figli:
- Maria Teresa (1817 - 1886)
- Francesco V (1819 - 1876)
- Ferdinando (1821 - 1849)
- Maria Beatrice (1824 - 1906)

### Duchessa di Modena e Reggio

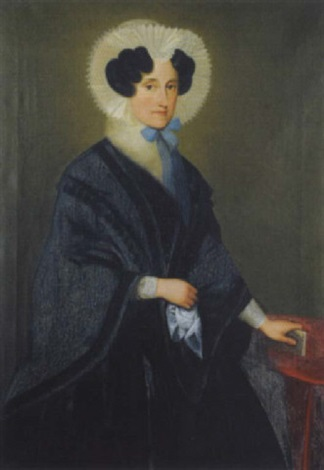
Maria Beatrice di Savoia.

Maria Beatrice e Francesco rimasero in Sardegna fino al 15 luglio 1813, quando salparono per Zante, isola greca. Successivamente risalirono attraverso il Mar Adriatico fino a Trieste, allora dominio imperiale austriaco, per poi recarsi a Vienna. Il 14 luglio 1814, in seguito alla Restaurazione, Francesco d'Austria-Este ritornò a Modena e divenne Duca di Modena e Reggio, di conseguenza Maria Beatrice divenne Duchessa consorte. I duchi fuggirono dal Ducato con gli avvenimenti dei Cento Giorni, ovvero quando Napoleone, esiliato sull'Isola d'Elba, ritornò in Francia e riacquisì il potere. Durante questo periodo, Gioacchino Murat invase Modena e Reggio per poi essere sconfitto, così che Maria Beatrice e Francesco IV poterono rientrare il 15 maggio 1815 ..

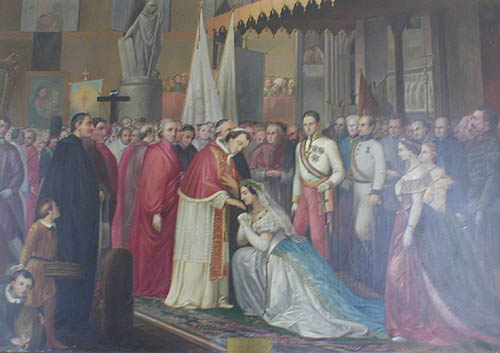
Maria Beatrice e Francesco IV ricevono Papa Pio VII, a Modena.

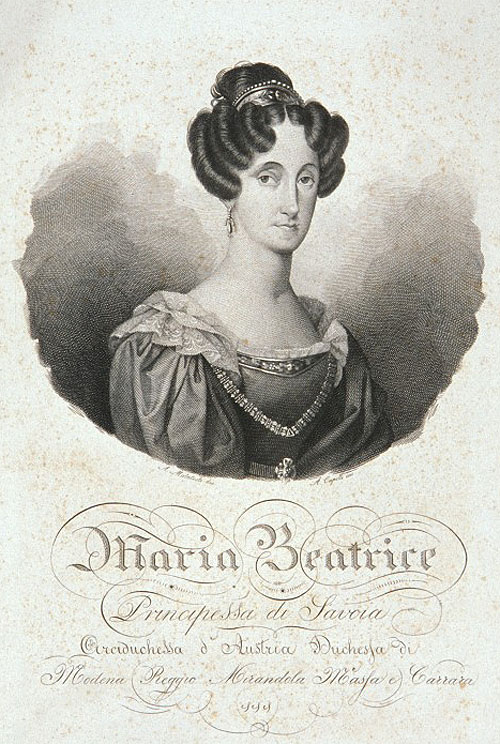
Maria Beatrice di Savoia, duchessa di Modena e Reggio.

Con l'abdicazione forzata di Giacomo II d'Inghilterra e Scozia nel 1688, nacque la Linea di successione giacobita, che deve il suo nome dal re Giacomo Stuart e che prevedeva la pretesa al trono britannico da parte degli Stuart. Dopo la morte del sovrano, si successero Giacomo Francesco Edoardo Stuart, figlio di Giacomo II e di Maria di Modena, figlia di Alfonso IV d'Este, Carlo Edoardo Stuart e Enrico Benedetto Stuart, arcivescovo cattolico. Quest'ultimo, nel suo testamento, stabilì che i diritti ai troni d'Inghilterra e di Scozia passassero a Carlo Emanuele IV di Savoia, in quanto suo parente più prossimo, e ai suoi discendenti. 
Quando lo zio Carlo Emanuele morì nel 1819, il padre della Duchessa, Vittorio Emanuele I gli successe come pretendente giacobita e in conseguenza Maria Beatrice fu da allora in poi riconosciuta dai giacobiti come La principessa Maria d'Inghilterra, Scozia, Francia e Irlanda. Alla morte di suo padre, avvenuta il 10 gennaio 1824, Maria Beatrice gli succedette ai diritti britannici. Da allora in poi venne riconosciuta dai giacobiti come Maria III e II. Fu la prima Regina regnante dopo Maria II Stuart  .. 

### Ultimi anni

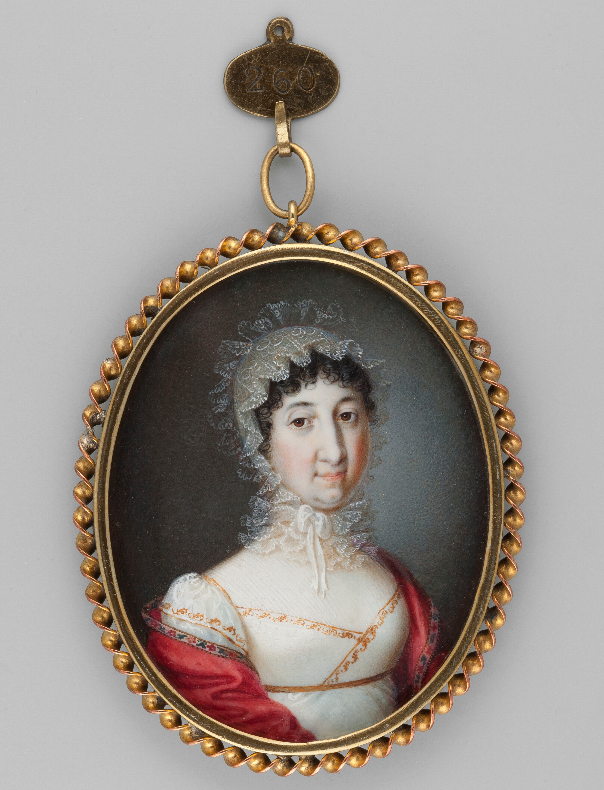
Ritratto di Maria Beatrice.

Il 5 febbraio 1831 Maria Beatrice e la sua famiglia dovettero fuggire da Modena, a causa dello scoppio di una rivoluzione. Con il supporto dell'Esercito austriaco, tuttavia, riuscirono a tornare lo stesso anno. Colpita, ancora giovane, da mal di petto, e ridotta in cattive condizioni sin dal 1839, morì nel Castello del Catajo, il 15 settembre 1840. La salma venne portata a Modena e sepolta nella Chiesa di San Vincenzo. Visse sempre lontana dalle cure politiche. Con la sua morte, i diritti giacobiti passarono al figlio maggiore Francesco, poi Duca di Modena e Reggio .

## Discendenza
Francesco e Maria Beatrice ebbero quattro figli:
- Maria Teresa (1817-1886), sposò Enrico, conte di Chambord;
- Francesco V d'Este (1819-1875), ultimo duca di Modena e Reggio, sposò la principessa Adelgonda di Baviera
- Ferdinando Carlo Vittorio (1821-1849), arciduca d'Austria Este, sposò l'arciduchessa Elisabetta Francesca d'Asburgo-Lorena
- Maria Beatrice (1824-1906), sposò Juan, conte di Montizon, Giovanni III per il "carlismo"

## Ascendenza
|                                 |                       |                                        | Genitori                                        |  |  | Nonni |  |  | Bisnonni                     |  |  | Trisnonni                    |  |
|                                 |                       |                                        |                                                 |  |  |       |  |  | Carlo Emanuele III di Savoia |  |  | Vittorio Amedeo II di Savoia |  |
|                                 |                       |                                        |                                                 |  |  |       |  |  | Carlo Emanuele III di Savoia |  |  | Vittorio Amedeo II di Savoia |  |
|                                 |                       | Anna Maria di Borbone-Orléans          |                                                 |  |  |       |  |  | Carlo Emanuele III di Savoia |  |  |                              |  |
| Vittorio Amedeo III di Savoia   |                       |                                        |                                                 |  |  |       |  |  | Carlo Emanuele III di Savoia |  |  |                              |  |
|                                 |                       | Polissena d'Assia-Rheinfels-Rotenburg  | Ernesto Leopoldo d'Assia-Rheinfels-Rotenburg    |  |  |       |  |  |                              |  |  |                              |  |
|                                 |                       | Polissena d'Assia-Rheinfels-Rotenburg  | Ernesto Leopoldo d'Assia-Rheinfels-Rotenburg    |  |  |       |  |  |                              |  |  |                              |  |
|                                 |                       | Polissena d'Assia-Rheinfels-Rotenburg  | Eleonora Maria di Löwenstein-Wertheim-Rochefort |  |  |       |  |  |                              |  |  |                              |  |
| Vittorio Emanuele I di Savoia   |                       | Polissena d'Assia-Rheinfels-Rotenburg  |                                                 |  |  |       |  |  |                              |  |  |                              |  |
|                                 |                       | Filippo V di Spagna                    | Luigi, il Gran Delfino                          |  |  |       |  |  |                              |  |  |                              |  |
|                                 |                       | Filippo V di Spagna                    | Luigi, il Gran Delfino                          |  |  |       |  |  |                              |  |  |                              |  |
|                                 |                       | Filippo V di Spagna                    | Maria Anna Vittoria di Baviera                  |  |  |       |  |  |                              |  |  |                              |  |
| Maria Antonia di Borbone-Spagna |                       | Filippo V di Spagna                    |                                                 |  |  |       |  |  |                              |  |  |                              |  |
|                                 |                       | Elisabetta Farnese                     | Odoardo II Farnese                              |  |  |       |  |  |                              |  |  |                              |  |
|                                 |                       | Elisabetta Farnese                     | Odoardo II Farnese                              |  |  |       |  |  |                              |  |  |                              |  |
|                                 |                       | Elisabetta Farnese                     | Dorotea Sofia di Neuburg                        |  |  |       |  |  |                              |  |  |                              |  |
| Maria Beatrice di Savoia        |                       | Elisabetta Farnese                     |                                                 |  |  |       |  |  |                              |  |  |                              |  |
|                                 | Francesco I di Lorena | Leopoldo di Lorena                     |                                                 |  |  |       |  |  |                              |  |  |                              |  |
|                                 | Francesco I di Lorena | Leopoldo di Lorena                     |                                                 |  |  |       |  |  |                              |  |  |                              |  |
|                                 | Francesco I di Lorena | Elisabetta Carlotta di Borbone-Orléans |                                                 |  |  |       |  |  |                              |  |  |                              |  |
| Ferdinando d'Asburgo-Este       | Francesco I di Lorena |                                        |                                                 |  |  |       |  |  |                              |  |  |                              |  |
|                                 |                       | Maria Teresa d'Austria                 | Carlo VI d'Asburgo                              |  |  |       |  |  |                              |  |  |                              |  |
|                                 |                       | Maria Teresa d'Austria                 | Carlo VI d'Asburgo                              |  |  |       |  |  |                              |  |  |                              |  |
|                                 |                       | Maria Teresa d'Austria                 | Elisabetta Cristina di Brunswick-Wolfenbüttel   |  |  |       |  |  |                              |  |  |                              |  |
| Maria Teresa d'Asburgo-Este     |                       | Maria Teresa d'Austria                 |                                                 |  |  |       |  |  |                              |  |  |                              |  |
|                                 |                       | Ercole III d'Este                      | Francesco III d'Este                            |  |  |       |  |  |                              |  |  |                              |  |
|                                 |                       | Ercole III d'Este                      | Francesco III d'Este                            |  |  |       |  |  |                              |  |  |                              |  |
|                                 |                       | Ercole III d'Este                      | Carlotta Aglae di Borbone-Orléans               |  |  |       |  |  |                              |  |  |                              |  |
| Maria Beatrice d'Este           |                       | Ercole III d'Este                      |                                                 |  |  |       |  |  |                              |  |  |                              |  |
|                                 |                       | Maria Teresa Cybo-Malaspina            | Alderano I Cybo-Malaspina                       |  |  |       |  |  |                              |  |  |                              |  |
|                                 |                       | Maria Teresa Cybo-Malaspina            | Alderano I Cybo-Malaspina                       |  |  |       |  |  |                              |  |  |                              |  |
|                                 |                       | Maria Teresa Cybo-Malaspina            | Ricciarda Gonzaga                               |  |  |       |  |  |                              |  |  |                              |  |
|                                 |                       | Maria Teresa Cybo-Malaspina            |                                                 |  |  |       |  |  |                              |  |  |                              |  |